# Braunschweiger Burschenschaft Alemannia
Die Braunschweiger Burschenschaft Alemannia ist eine 1873 gestiftete Burschenschaft und gehört als Gründungsmitglied der Allgemeine Deutsche Burschenschaft an. Sie ist eine pflichtschlagende, akademische Korporation an der Technischen Universität Braunschweig und hat ihre Wurzeln bei der 1850 gegründeten „Progreßverbindung Allemannia“, welche sich schon auf burschenschaftliche Ziele berief, und ist somit die Verbindung mit der ältesten burschenschaftlichen Tradition in Braunschweig.

## Allgemeines
Die Braunschweiger Burschenschaft Alemannia führt den Wahlspruch „Ehre, Freiheit, Vaterland!“. Sie verlangt von ihren Mitgliedern das Erlernen des akademischen Fechtens und das fakultative Schlagen von einer genehmigten Mensur und hat eine fakultative Zweitmensur als Burschenpartie.

### Couleur
Die Aktiven Burschen tragen zum Vollcouleur das schwarz-gold-rote Band mit schwarzer Samtmütze und den Burschenfarben. Das Fuxenband ist schwarz-gold und wird sonst nur noch vom Fuxmajor quer zum Burschenband getragen, als Zeichen seines Amts.
Nach dem Eintritt in die Altherrenschaft wird dem Alten Herren das schwarz-gold-blaue Band in Tradition der Progreßverbindung Allemannia verliehen. Das Altherrenband wird fortan zusammen mit dem Burschenband als Zeichen als Alter Herr der Burschenschaft Alemannia getragen.

## Geschichte

### Gründung alsProgreßverbindung Allemannia
In der Mitte des 19. Jahrhunderts entstand in Braunschweig neben anderen studentischen Verbindungen auch die Progreßverbindung Allemannia. Die Progreßbewegung steht im Sinne der burschenschaftlichen Bewegung. Die Gründung als Burschenschaft war zu der Zeit noch verboten.
Sie wurde am 1. Mai 1850 gegründet und wählte die Farben schwarz-gold-blau angelehnt an die Uniform der Schwarzen Schar. Sie verfolgte ähnliche Ziele wie die auf dem Wartburgfest am 18. Oktober 1817 formulierten. Nach kurzer Zeit musste sich die Allemannia jedoch aufgrund von Nachwuchsmangel und behördlichen Verbots zeitweilig vertagen.

### Gründung der Burschenschaft Alemannia
Im Jahre 1871 gründeten Braunschweiger Verbindungsstudenten einen Fechtverein. Am 10. November 1873 stiftete dieser Fechtverein die Burschenschaft Alemannia. Man wählte die Farben schwarz-gold-rot mit schwarzer Mütze. Dem allgemeinen burschenschaftlichen Wahlspruch „Ehre, Freiheit, Vaterland“ fügte man noch den Wappenspruch „Per aspera ad astra“ hinzu. Ihr Ziel war es, die Moral und den Fleiß der Studierenden zu fördern und das Sittlichkeits-Prinzip durchzusetzen. Am 23. Oktober 1875 wurde die Tradition der Progreßverbindung Allemannia von den vier verbliebenen Gründern an die Burschenschaft Alemannia in feierlicher Form übergeben. Die Farben der Progreßverbindung sind seitdem, mit Unterbrechungen, die Altherrenfarben, d. h., sie werden als zweites Band von allen Alten Herren getragen.
1877 hatte die Alemannia den Vorsitz der Studentenschaft bei der Einweihung des neuen Hochschulgebäudes in der Braunschweiger Pockelsstraße. Durch den Rückgang der Immatrikulationen aufgrund harter Zulassungsbestimmungen musste die Burschenschaft Alemannia 1881 nach Hannover verlegt werden, wodurch sich neue Eintritte versprochen wurden. Sie hielt dennoch engen Kontakt zum Braunschweiger Verbindungs- und Universitätsleben. Die sich nicht bessernde Nachwuchssituation führte dazu, dass die Alemannia im Sommersemester 1882 die Aktivitäten einstellen musste.
Am 23. Oktober 1893 wurde die Burschenschaft Alemannia in Braunschweig erneuert und im selben Jahr in den Niederwald Deputierten Convent aufgenommen, der 1889 als Zusammenschluss der Burschenschaften an Technischen Hochschulen gegründet worden war.
Nach der Auflösung des Niederwald Deputierten Convents 1896 in Eisenach aufgrund von Meinungsverschiedenheiten, gelang im Jahre 1900 die Gründung des Rüdesheimer Deputierten Convents unter der Bedingung den Reifegrundsatz zu führen. In der Folgezeit sollte die Alemannia zu einer modernen Verbindung ausgebaut werden. So wurden regelmäßig Burschenschaftliche Abende abgehalten, der Trinkkomment wurde abgeschafft, und zur gesellschaftlichen Ausbildung der Bundesbrüder wurden Veranstaltungen mit Frauen eingeführt.

### Beginn des 20. Jahrhunderts
Am 10. November 1913 wurde zum 40. Stiftungsfest das Verbindungshaus am Rebenring (ehemals Rebenstr. 15) eingeweiht. Im Ersten Weltkrieg standen die meisten Bundesbrüder unter Waffen. Dennoch pflegte man ein Bundesleben mit in Braunschweig ansässigen Bundesbrüdern und Kriegsheimkehrern.
Am 4. Januar 1919 wurde die TH zum ersten Nachkriegssemester geöffnet, und die durch Fronterfahrungen geprägten Bundesbrüder mussten integriert werden. Aus diesen Erfahrungen heraus fand im Januar 1919 ein außerordentlicher Burschentag statt, auf dem sich die Burschenschafter der Universitäten und der Technischen Hochschulen zur Deutschen Burschenschaft (DB) zusammenschlossen.

### Nationalsozialismus
Im Sommersemester 1929 hatte zum ersten Mal eine NS-Studentengruppe 3 von 20 Sitzen im AStA inne. Unter wesentlicher Beteiligung des Bundesbruders Carl Mühlenpfordt wurde Reichsminister Carl Severing (SPD) Ehrendoktor der TU. In der Folge beschloss die Alemannia, dass ihre Bundesbrüder parteilos sein sollten, um politischen Konflikten aus dem Wege zu gehen. Unter einer Landesregierung mit einem nationalsozialistischen Minister sollte die Braunschweiger Studentenschaft in das Fahrwasser des Nationalsozialistischen Deutschen Studentenbundes (NSDStB) gezogen werden. Hiergegen stellten sich der Rektor und einige Professoren, zu denen auch Carl Mühlenpfordt gehörte. In dessen Folge wurde er mittels einer Schmutzkampagne, auch im Zusammenhang mit der Erschießung von Axel Schaffeld, aus dem Amt gedrängt.
Am 18. Oktober 1935 wurde die Deutsche Burschenschaft aufgelöst, und es wurde für die aktiven Mitglieder Pflicht, der SS oder SA anzugehören. Die neu eingeführten roten Einheitsmützen der Braunschweiger Burschenschaften sollten ihre Geschlossenheit gegen den Druck vom NSDStB zum Ausdruck bringen.
Im Wintersemester 1935/36 wurde die Burschenschaft Alemannia in Kameradschaft Alemannia, später Axel Schaffeld, umbenannt. Geleitet wurde sie von nun an von einem NSDStB-Kameradschaftsführer. Dies war Ursache für Streitigkeiten, so dass die Kameradschaft gegen Ende des Wintersemesters aufgelöst wurde und das Haus an das Nationalsozialistische Kraftfahrerkorps (NSKK) vermietet wurde. Trotzdem gab es weiterhin Zusammenkünfte der ehemaligen Mitglieder.

### Nach dem Zweiten Weltkrieg
Im Jahre 1945 nahm die Technische Hochschule den Studienbetrieb wieder auf. Das Haus wurde durch die Alliierten beschlagnahmt und geplündert. Bereits 1945 fanden sich einige Studenten und Dozenten in der Allgemeinen Studenten Vereinigung (AStV) zusammen, die burschenschaftlich orientiert war. Am 11. Dezember 1948 schlossen sich in erster Linie Alte Herren der Alemannia zum Verein der Förderer der AStV zusammen. 1959 kam es zur Übergabe der Farben und der Gründungsfahne der Burschenschaft Alemannia von 1873 an den AStV, im Februar 1951 erfolgte dann die Umbenennung in Burschenschaft Alemannia.
Anfänglich traf man sich in einem, in Eigenleistung wieder aufgebautem, Haus in der Konstantin-Uhde-Straße, wo jetzt die heutige Universitätsbibliothek steht. Welches später erst, nach Ausgleichszahlungen, in das ursprüngliche Verbindungshaus am Rebenring übergegangen ist.
Inzwischen war auch die Deutsche Burschenschaft im Jahr 1950 wieder gegründet worden. In den Jahren 1951–1954 wurde innerhalb des Bundes heftig über die Mensurfrage diskutiert, was in der Wiedereinführung der umstrittenen Bestimmungsmensur endete.
1956 wurde das Freundschaftsverhältnis mit der Stuttgarter Burschenschaft Ghibellinia eingegangen. Welches sich über viele Jahre am regen Austausch der beiden Burschenschaften erfreut. Man besucht sich zu Stiftungsfesten und Kneipen und pflegt ein freundschaftliches, bundesbrüderliches Verhältnis. Ein Höhepunkt des Jahres ist das gemeinsam begangene Hüttenwochenende, auf dem Traifelberg, in der Hermann-Kinderle-Hütte der Ghibellinia.
1958 wurde das Gründungsdatum der Burschenschaft Alemannia auf den 1. Mai 1850, dem Gründungsdatum der Progreßverbindung, festgelegt und von der DB bestätigt. Daraufhin wurde 1960 das 110. Stiftungsfest auf dem renovierten Haus begangen, verbunden mit der Übergabe einer neuen Bundesfahne als Ersatz für die im Dritten Reich verlorengegangene. In den Jahren 1966/67 hatte die Alemannia den Vorsitz der Deutschen Burschenschaft. Wegen Mitgliedermangel wurde die Alemannia im Sommersemester 1977 mit Einverständnis der Altherrenschaft vertagt. Sie nahm den normalen Betrieb trotz geringer Mitgliederzahl am 1. Oktober 1978 wieder auf.

### 21. Jahrhundert
2013 erfolgte der Austritt aus der Deutschen Burschenschaft. In der Folge war man Teil der Verbandsgründung mit der Initiative burschenschaftliche Zukunft. Diese hat im Oktober 2016 mit einigen anderen Burschenschaften die Allgemeine Deutsche Burschenschaft in Jena, an der Grünen Tanne, ausgerufen, wo die Alemannia Gründungsmitglied war. 2023 trat Alemannia aus der Allgemeinen Deutschen Burschenschaft aus und ist seitdem verbandsfrei.

## Bekannte Mitglieder
- Justus Herrenberger (1920–2014), Architekt und Hochschullehrer
- Friedrich Jarchow (1926–2011), Ingenieur und Hochschullehrer
- Carl Mühlenpfordt (1878–1944), Architekt und Hochschullehrer
- Albert Schneider (1833–1910), Geheimer Baurat und Bahndirektor
- Ehrhart Schott (1879–1968), Chemiker und Unternehmer
- Günter Spur (1928–2013), Ingenieur und Hochschullehrer
- Wilhelm Wagner (1875–1953), Architekt und Hochschullehrer
- Hermann Wilke (1876–1950), Maler und Grafiker
- Walter Zurmöhle (1916–2008), Ritterkreuzträger

Mitgliederverzeichnis:
- Willy Nolte (Hrsg.): Burschenschafter-Stammrolle. Verzeichnis der Mitglieder der Deutschen Burschenschaft nach dem Stande vom Sommer-Semester 1934. Berlin 1934. S. 1015.